# تاپیر مالایی
تاپیر مالایی (نام علمی: Tapirus indicus) نام یک گونه از سرده تاپیرها است.